# Lucão (football, 2001)
Lucas Alexandre Galdino de Azevedo, plus simplement appelé Lucão, né le 26 février 2001 à Barra Mansa, est un footballeur brésilien qui évolue au poste de gardien au Red Bull Bragantino.

## Biographie

### Carrière en club
Lucão fait ses débuts professionnel le 2 février 2020, lors d'un match de Campeonato Carioca contre Botafogo. Titularisé à seulement 18 ans, il devient le plus jeune gardien du Vasco da Gama au XXIe siècle, dépassant notamment la précocité de la légende du club Helton.

### Carrière en sélection
Lucão est sélectionné à plusieurs reprises avec l'équipe du Brésil des moins de 17 ans, avec qui il dispute le championnat sud-américain des moins de 17 ans en 2017, où les Brésiliens remportent la compétition.
Il participe ensuite avec cette équipe à la Coupe du monde des moins de 17 ans 2017 organisée en Inde. Éliminé par l'Angleterre en demi-finale, le Brésil se classe finalement troisième du mondial.
En juin 2021, il est sélectionné par André Jardine (en) avec les moins de 23 ans brésiliens pour participer aux Jeux olympiques de 2020, qui ont lieu en juillet 2021 au Japon,.

## Palmarès
| Brésil -17 ans - Championnat sud-américain des moins de 17 ans - Vainqueur en 2017 - Coupe du monde des moins de 17 ans - Troisième en 2017 Brésil olympique - Médaillé d'or aux Jeux olympiques en 2021 |

## Statistiques
| Saison                | Club                  | Championnat           | Championnat | Championnat | Coupe(s) nationale(s) | Coupe(s) nationale(s) | Compétition(s) continentale(s) | Compétition(s) continentale(s) | Compétition(s) continentale(s) | Ligue régionale | Ligue régionale | Total | Total |
| Saison                | Club                  | Division              | M.          | B.          | M.                    | B.                    | Comp.                          | M.                             | B.                             | M.              | B.              | M.    | B.    |
| 2020                  | Vasco da Gama         | Série A               | 2           | 0           | -                     | -                     | CS                             | 2                              | 0                              | 1               | 0               | 5     | 0     |
| 2021                  | Vasco da Gama         | Série B               | 13          | 0           | 2                     | 0                     | -                              | -                              | -                              | 9               | 0               | 24    | 0     |
| Sous-total            | Sous-total            | Sous-total            | 15          | 0           | 2                     | 0                     | -                              | 2                              | 0                              | 10              | 0               | 29    | 0     |
| 2022                  | RB Bragantino         | Série A               | 1           | 0           | -                     | -                     | CL                             | -                              | -                              | -               | -               | 1     | 0     |
| Total sur la carrière | Total sur la carrière | Total sur la carrière | 16          | 0           | 2                     | 0                     | -                              | 2                              | 0                              | 10              | 0               | 30    | 0     |